# Copa América CAF7 2018
Copa América CAF7 2018 bylo 2. ročníkem Copa América CAF7 a konalo se v uruguayském hlavním měste Montevideo v období od 6. do 9. prosince 2018. Účastnilo se ho 7 týmů, které byly rozděleny do 2 skupin, do jedné po 4 týmech a do druhé po 3 týmech. Ze skupiny pak postoupily do vyřazovací fáze nejlepší 4 celky. Vyřazovací fáze zahrnovala 4 zápasy. Šampionátu se původně měli účastnit reprezentanti Kolumbie, kteří na turnaj nedorazili. Ve finále zvítězili reprezentanti Uruguaye, kteří porazili výběr Peru 1:0 po penaltách.

## Stadion
Turnaj se hrál na jednom stadionu v jednom hostitelském městě: Polideportivo Carrasco (Montevideo).

## Skupinová fáze
| Vysvětlivky                     |
| ------------------------------- |
| Tým postupující do semifinále   |
| Vítěz zápasu je tučně zvýrazněn |

#### Skupina A
| Tým       | Z | V | R | P | VG | IG | +/− | B |
| --------- | - | - | - | - | -- | -- | --- | - |
| Argentina | 3 | 2 | 1 | 0 | 11 | 1  | +10 | 7 |
| Peru      | 3 | 1 | 1 | 1 | 5  | 5  | 0   | 4 |
| Ekvádor   | 3 | 1 | 0 | 2 | 5  | 10 | −5  | 3 |
| Mexiko    | 3 | 1 | 0 | 2 | 4  | 4  | 0   | 3 |

| 6. prosince 2018 18:00 |       |        |                                    |
| Argentina              | 5 : 0 | Mexiko | Polideportivo Carrasco, Montevideo |
|                        |       |        | Polideportivo Carrasco, Montevideo |

| 6. prosince 2018 19:00 |       |      |                                    |
| Ekvádor                | 2 : 3 | Peru | Polideportivo Carrasco, Montevideo |
|                        |       |      | Polideportivo Carrasco, Montevideo |

| 7. prosince 2018 15:00 |                  |      |                                    |
| Argentina              | 0 : 0 3 : 4 pen. | Peru | Polideportivo Carrasco, Montevideo |
|                        |                  |      | Polideportivo Carrasco, Montevideo |

| 7. prosince 2018 16:00 |       |         |                                    |
| Mexiko                 | 1 : 2 | Ekvádor | Polideportivo Carrasco, Montevideo |
|                        |       |         | Polideportivo Carrasco, Montevideo |

| 8. prosince 2018 |       |         |                                    |
| Argentina        | 6 : 1 | Ekvádor | Polideportivo Carrasco, Montevideo |
|                  |       |         | Polideportivo Carrasco, Montevideo |

| 8. prosince 2018 |       |      |                                    |
| Mexiko           | 3 : 2 | Peru | Polideportivo Carrasco, Montevideo |
|                  |       |      | Polideportivo Carrasco, Montevideo |

#### Skupina B
| Tým       | Z | V | R | P | VG | IG | +/− | B |
| --------- | - | - | - | - | -- | -- | --- | - |
| Brazílie  | 2 | 2 | 0 | 0 | 5  | 1  | +4  | 6 |
| Uruguay   | 2 | 1 | 0 | 1 | 4  | 2  | +2  | 3 |
| Venezuela | 2 | 0 | 0 | 2 | 0  | 6  | −6  | 0 |

| 6. prosince 2018 20:00 |       |         |                                    |
| Brazílie               | 2 : 1 | Uruguay | Polideportivo Carrasco, Montevideo |
|                        |       |         | Polideportivo Carrasco, Montevideo |

| 7. prosince 2018 17:00 |       |           |                                    |
| Brazílie               | 3 : 0 | Venezuela | Polideportivo Carrasco, Montevideo |
|                        |       |           | Polideportivo Carrasco, Montevideo |

| 7. prosince 2018 |       |           |                                    |
| Uruguay          | 3 : 0 | Venezuela | Polideportivo Carrasco, Montevideo |
|                  |       |           | Polideportivo Carrasco, Montevideo |

## Vyřazovací fáze
|  | Semifinále | Semifinále  | Semifinále |  |  | Finále      | Finále           | Finále      |
|  |            |             |            |  |  |             |                  |             |
|  |            | Brazílie    | 0 (1)      |  |  |             |                  |             |
|  |            | Peru (pen.) | 0 (2)      |  |  |             |                  |             |
|  |            |             |            |  |  |             | Uruguay (pen.)   | 0 (3)       |
|  |            |             |            |  |  |             | Peru             | 0 (2)       |
|  |            | Argentina   | 0          |  |  |             |                  |             |
|  |            | Uruguay     | 1          |  |  | Třetí místo | Třetí místo      | Třetí místo |
|  |            |             |            |  |  |             | Brazílie         | 1 (1)       |
|  |            |             |            |  |  |             | Argentina (pen.) | 1 (2)       |

#### Semifinále
| 8. prosince 2018 19:30 |                  |      |                                    |
| Brazílie               | 0 : 0 1 : 2 pen. | Peru | Polideportivo Carrasco, Montevideo |
|                        |                  |      | Polideportivo Carrasco, Montevideo |

| 8. prosince 2018 20:30 |       |         |                                    |
| Argentina              | 0 : 1 | Uruguay | Polideportivo Carrasco, Montevideo |
|                        |       |         | Polideportivo Carrasco, Montevideo |

#### O 3. místo
| 9. prosince 2018 19:20 |                  |           |                                    |
| Brazílie               | 1 : 1 1 : 2 pen. | Argentina | Polideportivo Carrasco, Montevideo |
|                        |                  |           | Polideportivo Carrasco, Montevideo |

#### Finále
| 9. prosince 2018 20:30 |                  |      |                                    |
| Uruguay                | 0 : 0 3 : 2 pen. | Peru | Polideportivo Carrasco, Montevideo |
|                        |                  |      | Polideportivo Carrasco, Montevideo |